# Негритосы

Тип негрито из книги Огастеса Генри Кина «Человек, прошлое и настоящее», 1899

Негрито́сы, также негри́то (от исп. negrito, во мн. ч. negritos, уменьшительная форма от negro в знач. «негр»), — разнородная группа темнокожих и сравнительно низкорослых народов, проживающих в тропических лесах Южной и Юго-Восточной Азии, некоторых островов Меланезии, а также северо-востока и севера Австралийского континента и отдельных прилегающих островов. Их средний рост составляет от 1,40 до 1,55 м.

## Состав
К негритосам относятся:
- коренные жители Андаманских островов (носители андаманских языков)
- многие народы на Филиппинах, в том числе аэта (ати)
- семанги
- тапиро на Новой Гвинее, низкорослые племена Новой Каледонии и некоторых других островов Меланезии
- барринес (барринеанский тип) в Северном Квинсленде, аборигены островов Батерст и Мелвилл, Австралия

и другие группы.

## Происхождение и история
Многие этнологи считают негритосов остатками коренного населения Азии, заселившего её в ходе древних миграционных волн из Африки, предшествующих волне распространения современных народов. Негритосы вместе с веддоидами ранее населяли большую часть Юго-Восточной Азии. Отделившиеся от них ветви около 40 тысяч лет назад заселили Новую Гвинею и другие острова Меланезии, а также Австралию, став одними из предков папуасов, меланезийцев, айнов и австралийских аборигенов.
Раньше часть учёных связывала сходные признаки у разных групп негритосов непосредственно с их общим происхождением. В советской и российской антропологии большинство негритосов часто причисляли к негритосскому антропологическому типу в меланезийской расе, либо к малой негритосской расе. Тем не менее современные генетические исследования опровергают такое предположение: негритосы генетически разнородны, а схожесть фенотипа, вероятно, вызвана адаптацией к тропическим лесам путём ковергентной эволюции и движущего отбора, но не получением этих признаков от одной популяции в прошлом.
Вследствие распространения с севера земледельческих тай-кадайских, австроазиатских и австронезийских народов, негритосы были вытеснены со своих прежних территорий, сохранив за собой лишь те небольшие островки земли, которые населяют сегодня.
Племена негритосов неоднократно становились жертвами работорговцев. Пираты часто ловили жителей Андаманских островов и доставляли «маленьких чёрных рабов» к бирманскому, сиамскому, малайскому и индийским дворам. Подобная участь постигала в XVIII и XIX веке коренных темнокожих жителей Малайского полуострова (оранг-асли), на которых охотились батаки.

## Родственные связи
Ряд внешних признаков у негритосов близок к пигмеям Африки, хотя по большинству генетических параметров они отличаются как от пигмеев, так и от большинства чёрных африканцев (конгоидов, или негроидной расы в узком смысле). Не до конца выяснено их родство с веддами, коренным населением острова Шри-Ланка. У веддов волосы в основном не курчавые, а волнистые. Согласно одной из теорий, ведды относятся к другой, более поздней волне выходцев из Африки. Другие теории считают и тех и других ветвями одной и той же группы людей.